# 述律哥图
述律哥图，又作帖柳兀图，《圣武亲征录》作失力哥、《蒙古秘史》作失儿古额秃。蒙古帝国开国功臣之一。蒙古八邻氏。原为泰赤乌部塔里忽台属民。

## 生平
1202年，泰赤乌部兵败后，他擒获泰赤乌部首领塔里忽台，要献给铁木真。后来在儿子纳牙阿的劝说下，释放了故主塔里忽台。只是率儿子阿剌黑、纳牙阿投归铁木真。铁木真以他们父子不忘故主，擒而又纵，大加嘉赏。随从统一蒙古各部。1206年，蒙古帝国建立时，二个儿子并受封千户长。1236年，受窝阔台汗封河间路临邑县五户丝户一千四百五十户。

## 子孙
- 子：阿剌黑
  - 孙：晓古台
    - 曾孙：伯顏
      - 玄孙：买的
      - 玄孙：囊加歹
        - 相嘉失礼
          - 普达失理
- 子：纳牙阿